# Lenguas de Italia

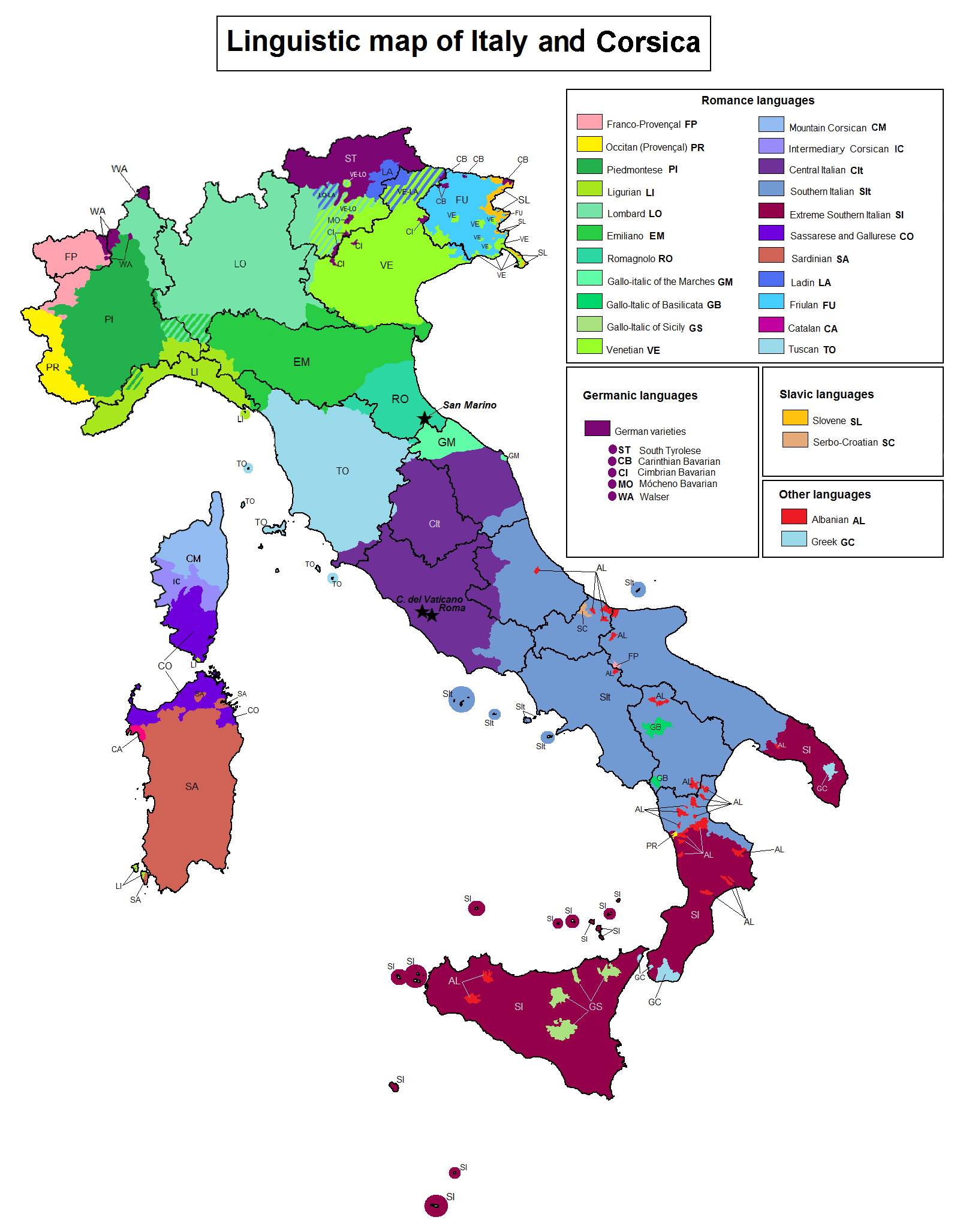
Grupos lingüísticos de Italia y Córcega (Francia) en la actualidad.

Comunidades reconocidas por el Estado italiano como minorías lingüísticas históricas.

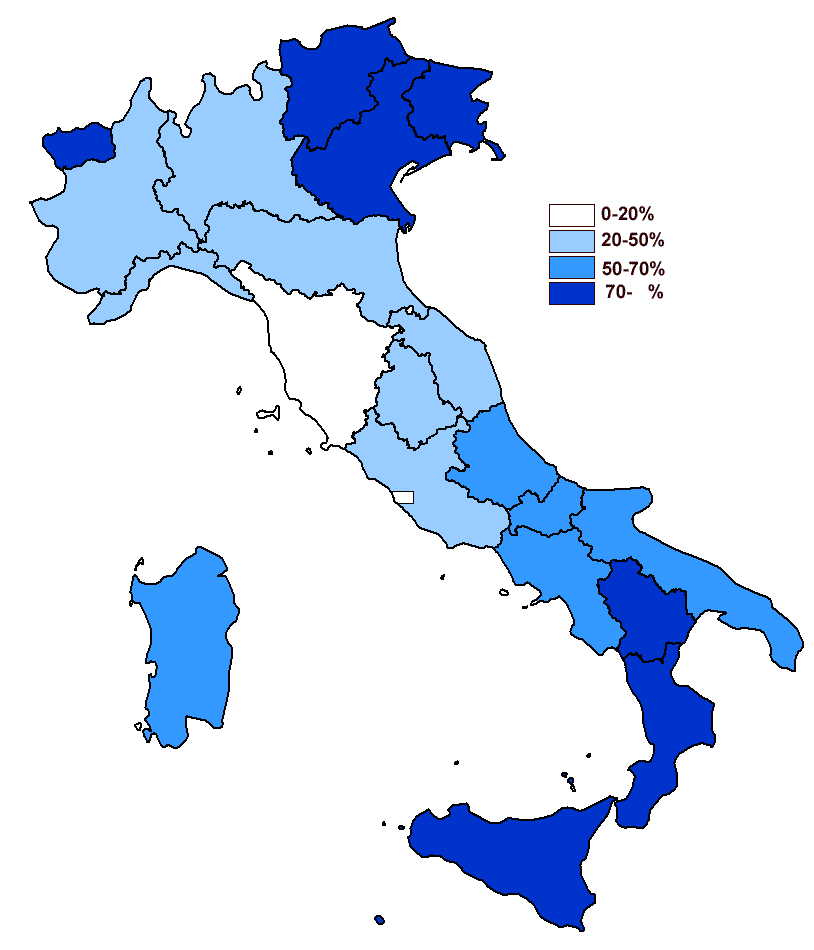
Porcentaje de personas que usan la lengua regional en el contexto familiar, por regiones (1982-1984).

Las lenguas de Italia constituyen uno de los patrimonios lingüísticos más ricos y variados de Europa.
Con la excepción de algunas lenguas extranjeras vinculadas a los flujos migratorios modernos, las lenguas habladas en Italia son exclusivamente de tronco indoeuropeo y pertenecen en gran medida a la familia de las lenguas romances. Las minorías lingüísticas constituidas por las variedades albanesas, germánicas, griegas y eslavas también componen el paisaje lingüístico.
El idioma italiano es una lengua romance procedente del latín hablado, especialmente de la variante toscana arcaica, perteneciente a la familia italorromance de las lenguas itálicas. A partir del siglo XIV, hasta el siglo XIX, fue, junto con el latín, la principal lengua literaria, cultural y de la administración en todos los antiguos Estados italianos preunitarios y, por esto, en el año 1861, siguió como lengua oficial de una Italia reunificada en un único Estado. En el  momento de la reunificación, era hablada pero principalmente por una minoría de italianos cultos, es decir, por los italianos que habían podido permitirse una formación escolar. Se difundió a nivel popular con rapidez gracias a la educación obligatoria y, a partir de los años 50 del siglo pasado, también con la difusión de los medios de comunicación de masas. En la actualidad el italiano es la lengua materna del 95 % de población residente en el país, o sea, de la casi totalidad de los italianos y de una parte de los extranjeros empadronados en Italia. Se trata de un colectivo de 57 700 000 hablantes sobre una población total de unos 60 millones.
Después del italiano, el segundo idioma por número de hablantes, en Italia, es otra variante italorromance de la misma familia del italiano: el napolitano (llamado «dialecto», así como las demás variantes italorromances habladas en Italia, por carecer de estandarización), hablado por unos 11 millones de personas en ciertas regiones centro-meridionales del país.
En el territorio de la República italiana el idioma italiano es hablado a menudo conjuntamente con uno de sus numerosos dialectos o, afuera del centro de Italia, junto con uno de los varios idiomas regionales autóctonos, así como, en específicas zonas del país, con otros idiomas reconocidos oficialmente por el Estado italiano, sea idiomas romances hablados exclusivamente en Italia (como el friulano en el Friul y el sardo en la isla de Cerdeña, que constituye la mayor minoría lingüística de Italia en cuanto a número de hablantes), sea idiomas romances hablados también en otros Estados (como el franco-provenzal, hablado en ciertos valles alpinos de la Italia noroccidental, o  el alguerés - dialecto catalán - hablado exclusivamente en un pueblo sardo); pero también conjuntamente a pequeñas minorías lingüísticas no romances circunscritas y limitadas a determinadas zonas (como el sudtirolés - dialecto alemán - hablado en la provincia de Bolzano, el esloveno, hablando en algunos municipios fronterizos con Eslovenia, una variante del griego antiguo - llamada griko - y el arbëreshë - dialecto italoalbanés - ambos hablados en algunos municipios del sur de Italia).
Según un estudio reciente el 44 % de los italianos hablan de modo exclusivo o prevalente el italiano, un 51 % alterna el italiano con un dialecto u otra lengua y un 5 % habla exclusivamente un dialecto u otro idioma distinto del italiano.

## Historia

### Antiguas lenguas de Italia
Desde la prehistoria en la actual Italia se habló multitud de lenguas diferentes, gran parte de ellas pertenecientes a la familia indoeuropea, especialmente a la rama itálica, subdivididas a su vez en las lenguas osco-umbras (como el umbro, el osco o el picénico) y las lenguas latino-faliscas (como el falisco y el latín). También se hablaban otras lenguas pertenecientes a la rama indoeuropea: algunas lenguas paleobalcánicas, como el venético y el mesapio, relacionada esta última con las lenguas ilirias, y en la región norte el lepóntico y algunos dialectos del galo, pertenecientes las dos a la rama celta. 
Asimismo, con estas lenguas coexistían otras de origen no indoeuropeo, destacando el etrusco, pero también el rético (relacionado posiblemente con el anterior), el antiguo ligur, el piceno de Novilara, el elimio (el cual se discute si era o no indoeuropeo) y el sicano. En las islas de Cerdeña y Córcega se hablaba una lengua autóctona del lugar, el nurago.
Debido a la colonización púnica y griega, también eran habladas las lenguas  griega - en el sur de Italia, conocido como Magna Grecia - y púnica y griega en Sicilia y Cerdeña.
Con el auge de la civilización romana, una de las lenguas pertenecientes a la rama itálica: el latín, acabó imponiéndose a todas las demás, originando posteriormente las lenguas romances y, dentro de Italia, las actuales lenguas italorromances, galoitálicas, retorromances y romances insulares habladas en el país.

### Origen de las lenguas de Italia
Muchas de las regiones de Italia tenían ya diferentes sustratos lingüísticos antes de que los romanos expandieran el uso del latín por toda la península: el norte de Italia tenía un sustrato celta (esta parte de Italia, antes de que fuera anexada al territorio de la Italia romana, era conocida como «Gallia Cisalpina»), un sustrato ligur y un sustrato venético. El centro de Italia tenía sustrato etrusco e itálico (del cual el mismo latín formaba parte); el sur de Italia sustrato itálico (osco, samnita y lucano, entre otros), yapigio y griego antiguo; Sicilia sustrato itálico autóctono (sículo estrechamente emparentado con el latín), griego antiguo y púnico; mientras que, Cerdeña, sustrato autóctono (paleosardo) y púnico.
Debido a la fragmentación política de Italia, entre la caída del Imperio romano de Occidente y la reunificación de 1861, así como por el dilema filosófico común a los intelectuales italianos a partir de la Edad Media y conocido como Questione della lingua, hubo una considerable diversificación dialectal, si bien las lenguas usadas para la comunicación escrita y la administración, en todos los antiguos Estados italianos preunitarios, fueron casi exclusivamente el latín (hasta el siglo XIII), el latín junto con el italiano (desde el siglo XIV hasta el XVI) y, desde la mitad del siglo XVI,
exclusivamente el italiano (con la única excepción de las clases científicas universitarias, las cuales siguieron siendo impartidas en latín hasta la segunda mitad del siglo XVIII, especialmente en algunos Estados italianos como el Reino de Nápoles, el Reino de Sicilia y los Estados Pontificios).
Durante este largo periodo, la mayoría de la población autóctona de los antiguos Estados italianos hablaba sus propias lenguas y dialectos del grupo italorromance (en el centro y sur de Italia) y del grupo satélite del primero conocido como galoitálico (en el norte de Italia), o sea, las lenguas vernáculas locales, en cambio, las clases cultas, utilizaban la lengua latina y, a partir del siglo XIV, también la italiana (si bien repleta de términos latinos), adoptada ya en el siglo XV por la administración en algunas prestigiosas cancillerías del tiempo, como la del Ducado de Milán, de la República de Venecia, del Ducado de Ferrara, de la República de Génova, del Ducado de Urbino, del Gran Ducado de Toscana, del Ducado de Mantua, entre otras y, a partir del siglo XVI, por la administración en las cancillerías de todos los restantes Estados italianos, como el Reino de Nápoles, los Estados Pontificios, el Reino de Sicilia, el Ducado de Saboya, etc.
En aquella época, caracterizada también por la presencia de las comunas (o ciudades-estado italianas), sobre todo en el norte de Italia, «...veremos el dialecto toscano del italiano eclipsando a sus rivales, como el griego ático eclipsó a los dialectos rivales del griego antiguo y, al mismo tiempo, siendo propagado alrededor de las costas del Mediterráneo por mercaderes y constructores de imperios venecianos y genoveses». Como resultado, se desarrolló una estructura gramatical formal del italiano y empezaron a aparecer las primeras gramáticas y diccionarios italianos. En la misma época, sobre todo después de la reforma lingüística de Pietro Bembo, el italiano dejó de identificarse con el vulgar florentino y, gracias al alto nivel de su literatura, se impuso como una de las grandes lenguas de cultura en la Europa del tiempo. Su empuje cultural fue tan selecto y apreciado que se impuso como lengua escrita sobre todas las demás hablas que quedaron «...relegadas a su estricta condición de orales». Asimismo, mientras que los ciudadanos alfabetizados utilizaban, a partir de la edad moderna, el italiano y el latín para la comunicación escrita y como medio de expresión formal por parte de la burguesía y de los intelectuales, el pueblo no alfabetizado empleaba sus propios dialectos y lenguas para la comunicación oral y dentro de un ámbito exclusivamente local, familiar e informal.
En vísperas de la unificación de Italia, o sea, en la primera mitad del siglo XIX, Alessandro Manzoni, como todos los grandes escritores italianos de su tiempo (Vittorio Alfieri, Ugo Foscolo, Giacomo Leopardi, etc.), seguía utilizando una lengua italiana bastante conservadora y al mismo tiempo enriquecida de neologismo, pero que no se alejaba mucho del modelo toscano clásico. Esta misma forma de italiano fue adoptada como estandarización definitiva del idioma nacional y, todas la demás formas no estandardizadas de expresión oral autóctonas (lenguas y dialectos), se convirtieron de repente en dialectos italianos (pero no del italiano). Por esta razón, hoy en día, también se sigue utilizando el término de «dialectos italianos», a pesar de que la mayoría de ellos no derivan del italiano, sino del latín vulgar. Un fenómeno parecido se produjo en Francia con unos de los dialectos de la lengua d'oil, hablado en la Ile de France, que se convirtió en lengua nacional en el siglo XVI y, casi en la misma época, en España, con el español, hablado originariamente en un área limitada de Castilla la Vieja.  
Los dialectos siguieron siendo un habla bastante común entre gran parte de la población italiana hasta la Segunda Guerra Mundial. A partir de ese momento, el italiano estándar, aceptado universalmente desde varios siglos como lengua escrita, administrativa, de la cultura y de los estudios, se impuso como principal lengua hablada también entre las clases populares gracias a una progresiva y mejor alfabetización y a la difusión de los medios de comunicación de masas.

## Uso actual

Frecuencia de uso de los idiomas regionales en Italia (ISTAT, 2015).

La solución para la llamada «cuestión de la lengua» que había preocupado a Manzoni vino de la radio y, sobre todo, de la televisión. La popularización de estos medios de comunicación de masas fue uno de los principales factores que llevó el italiano hablado también entre las clases más desfavorecidas, o no alfabetizadas, de todo el país. Durante el mismo periodo, muchos sureños emigraron al norte, de la misma manera que muchos norteños abandonaron las zonas rurales para mudarse en las ciudades, en ambos casos en busca de trabajo. 
Los sindicatos de gran alcance, que querían mantener a los trabajadores unidos, hicieron una exitosa campaña para promover la alfabetización y el uso del italiano hablado también en contextos informales. Esta campaña permitió a los trabajadores no alfabetizados de todo el país integrarse más fácilmente entre ellos utilizando exclusivamente el italiano estándar. La gran cantidad de matrimonios entre italianos provenientes de distintas regiones, especialmente en las grandes ciudades industriales como Milán y Turín, dio lugar, principalmente en el norte, a una generación que podía hablar solamente italiano estándar y entender, solamente en parte, algunos de los dialectos de sus padres.
Como resultado de estos fenómenos, los idiomas regionales están, hoy, más arraigados en el sur (donde no se produjo el fenómeno de la inmigración), en las áreas rurales (donde hubo menos influencia sindicalista) y entre las viejas generaciones de todo el país. El no poder hablar italiano es, todavía hoy, un estigma social, por ser sinónimo de  analfabetismo o de escasa escolarización.

### Situación legal
El italiano es el idioma oficial del país, aunque no existe un artículo de la Constitución de Italia que lo reconozca explícitamente como tal. El reconocimiento expreso se encuentra en el estatuto de la región Trentino-Alto Adigio, que formalmente es una ley constitucional del Estado. El artículo 99 del estatuto dice textualmente:

...[La lingua] italiana (...) è la lingua ufficiale dello Stato.

 Traducido al español, la lengua italiana es la lengua oficial del Estado.
Además, el original de la Constitución italiana está redactado en italiano. Por otro lado, en los procesos penales y civiles es obligado el uso del italiano.
En cuanto a las otras lenguas, la Constitución expresa en el artículo sexto lo siguiente:

...La República protegerá, mediante las normas adecuadas, a las minorías lingüísticas.

Actuando de acuerdo a ese artículo, el Parlamento ha concedido estatus oficial, a nivel regional o  municipal, con una ley de 1999, a otros once idiomas: ladino, alemán, francés, catalán,  occitano, franco-provenzal, esloveno, arbëreshë, griko, sardo y friulano. Estas lenguas, en las zonas en las que se hablan, deben de ser usadas en igualdad de condiciones con el italiano, deben ser enseñadas en las escuelas y deben usarse en retransmisiones de la RAI. Además de las leyes nacionales, varios estatutos regionales han reconocido la oficialidad de diversas lenguas en sus territorios. Así, el ya mencionado estatuto de Trentino-Alto Adigio, reconoce, junto al italiano, al alemán (solo en la provincia de Bolzano) y, el estatuto de la región Valle de Aosta, da cooficialidad al francés. Por su parte, en el estatuto de Piamonte, se fomentan el occitano, el franco-provenzal y el walser, una variante del alemán, en específicos valles alpinos de frontera.

### Número de hablantes
| Grupo                            | Hablantes | Lengua original                  | Dominio lingüístico |
| -------------------------------- | --------- | -------------------------------- | --- |
| Napolitano                       | 11 000    | napolitano                       | Campania, sur de Lacio, centro y norte de Apulia, Basilicata, Molise, Abruzos, sur de Marcas y Calabria septentrional. |
| Siciliano                        | 8 000     | siciliano                        | Sicilia, centro y sur de Calabria y sur de Apulia. |
| Lombardo                         | 7 000     | lombardo (occidental y oriental) | Lombardía, Trentino occidental y Piemonte oriental. |
| Véneto                           | 3 318 000 | Vèneto                           | Véneto, Trentino oriental y Friul occidental. |
| Sardo                            | 1 348 000 | Sardo                            | Centro y sur de Cerdeña (80,72 %) |
| Emiliano-Romañol                 | 1 250 000 | Emiliano-romañol                 | Emilia-Romaña y norte de Marcas. |
| Friulano                         | 653 000   | Friulano                         | Friul-Venecia Julia (43 %) y Véneto oriental. |
| Tirolés                          | 251 000   | Alemán tirolés                   | Alto Adigio (69,15 %). |
| Occitano                         | 178 000   | Occitano                         | Algunos municipios en las provincias de Cuneo (4,76 %) y de Turín (Piamonte) y un municipio en la provincia de Cosenza (Calabria). |
| Gallurés                         | 100 000   | Gallurés                         | Provincia de Sácer (Cerdeña). |
| Francoprovenzal                  | 90 000    | Francoprovenzal                  | Algunos municipios en la provincia de Turín (Piamonte), algunos municipios en la provincia de Aosta (Valle de Aosta) y dos municipios en la provincia de Foggia (Apulia). |
| Arbëreshë (Italoalbanés)         | 80 000    | Arbëreshë                        | Algunos municipios de las provincias de Cosenza, Crotona y Catanzaro (Calabria), tres municipios en la provincia Potenza (Basilicata), tres municipios en la provincia de Campobasso (Molise), tres municipios en la provincia de Palermo (Sicilia), dos municipios en la provincia de Foggia y uno en la provincia de Taranto (Apulia), un municipio en la provincia de Avellino (Campania) y un municipio en la provincia de Pescara (Abruzos). |
| Ladino                           | 55 000    | Ladino                           | Algunos municipios en las provincias de Bolzano y Trento (Trentino-Alto Adige) y algunos municipios de la provincia de Belluno (Véneto). |
| Esloveno                         | 50 000    | Esloveno                         | Algunos municipios en las provincias de Trieste, Gorizia y Udine (Friul-Venecia Julia) |
| Catalán                          | 26 000    | Alguerés                         | Un municipio en la provincia de Sácer (Alguer), en Cerdeña. |
| Francés                          | 20 000    | Francés                          | Valle de Aosta (17,33 %). |
| Griko/Grecanico (Griego antiguo) | 20 000    | Griko/Grecanico                  | Algunos municipios de la provincia de Regio de Calabria (Calabria) y algunos municipios de la provincia de Lecce (Apulia). |
| Cimbro/Mocheno (Bávaro antiguo)  | 3100      | Bávaro (Cimbro/Mocheno)          | Dos municipios de la provincia de Vicenza (Véneto) y un municipio de la provincia de Trento (Trentino-Alto Adigio). |
| Croata                           | 2600      | Croata                           | Un municipio de la provincia de Campobasso (Molise). |

Fonte: Ministero degli Interni del Governo Italiano/rielaborazione da Il Corriere della Sera.[cita requerida]

## Clasificación de las lenguas de Italia

### Lenguas romances
Las lenguas romances propias de Italia pertenecen a dos grupos principales: el grupo italorromance y el grupo galoitálico, este último considerado de transición entre las lenguas italorromances propiamente dichas y las lenguas galorromances; además de estos dos, existen lenguas de otros dos grupos romances minoritarios y aislados entre sí: lo de las lenguas retorromances y lo de las lenguas romances insulares. La mayoría de estas variedades romances italianas son llamadas dialetti (dialectos, en italiano), no porque sean dialectos del italiano estándar, sino porque por mucho tiempo no poseyeron una propia forma estandardizada. 
Con el tiempo, el uso de la lengua italiana estándar ha adquirido acentos particulares en cada región, por lo que estas variantes de italiano, con acento regional, sí son dialectos en sentido usual, es decir, son dialectos del italiano o derivados del italiano, pero estas formas difieren notablemente de las lenguas regionales, las cuales son lenguas romances a todos los efectos, en la mayoría de los casos de la misma familia que el italiano, pero diferentes del italiano estándar. Por eso el uso del término dialecto es confuso y es preferible evitarlo, ya que puede conducir, a los lectores no familiarizados con la situación diglósica de Italia, a confundir los términos.
- Rama oriental: comprende las variedades situadas al sur y al este de la línea Massa-Senigallia, en esta rama es donde se incluye el rumano, el extinto dálmata, así como el italiano estándar y los "dialectos italianos centro-meridionales" o lenguas italorromances.
  - Lenguas italorromances, lingüísticamente estas variedades romances son las más próximas al italiano estándar y pueden dividirse en cuatro subgrupos: 
    - Toscano: hablado en la Toscana, es (la base del italiano estándar) y, a su vez, del toscano deriva el corso y de este el gallurés, hablado en el norte de Cerdeña.
    - Romanesco: también llamado "dialectos italianos centrales", es hablado en Umbría, centro y norte del Lacio, centro de Marcas y una pequeña parte de Abruzzos. Incluye dialectos como el romanesco estándar, el marchigiano y el umbro.
    - Napolitano: también conocido como "dialectos italianos meridionales", es hablado  en Campania, en Abruzzos, en el centro y sur de Apulia, en Basilicata, en Molise, en el norte de Calabria, en el sur de Marcas y en el sur del Lacio. Incluye dialectos como el campáno, el abruzzese, el apulo-barese, el molisano, el lucano, entre otros.
    - Siciliano: también llamado "dialectos italianos extremo-meridionales", es hablado  en Sicilia, en el centro y sur de Calabria y en el sur de Apulia. Incluye los dialectos hablados en Sicilia, el calabrés centro-meridional y el salentino.

- Rama occidental: comprende las variedades situadas al norte y al oeste de la línea Massa-Senigallia, en esta rama se incluye el español, portugués, francés, catalán, occitano, francoprovenzal, romanche, friulano, ladino, sardo y los "dialectos italianos del norte" o lenguas galoitálicas.
  - Lenguas galoitálicas: también llamadas "dialectos italianos del norte". Lingüísticamente son bastante divergentes del italiano estándar y de las variedades centro-meridionales, ya que comparten más evoluciones fonéticas con el francés, el occitano, el catalán, el ladino y el friulano. Además, la gramática también puede tener algunas significativas diferencias con la del italiano estándar. Las lenguas galoitálicas incluyen:
    - Piamontés: hablado exclusivamente en Piamonte.
    - Lombardo: hablado en Lombardía, Piamonte oriental, Trentino occidental y en el Cantón del Tesino (junto con el italiano), en la llamada Suiza italiana (en el sur de Suiza).
    - Ligur: hablado en Liguria.
    - Emiliano-romañol: hablado en Emilia-Romaña y en el norte de Marcas.
    - Véneto: se habla principalmente en el Véneto, el Friul occidental y el Trentino oriental. Es la lengua galoitálica más divirgente de las demás y más próxima al italiano, tanto que es considerada de transición entre las lenguas galoitálicas y las lenguas italorromances propiamente dichas.

  - Lenguas retorromances.
    - Friulano: es reconocida oficialmente y hablada en la región autónoma de Friul-Venecia Julia, como "lengua de la comunidad regional", usándose en todos los ámbitos sociales.
    - Ladino: es hablado en las montañas de las Dolomitas, entre las regiones Trentino-Alto Adigio y el Véneto. Es reconocido oficialmente en la región de Trentino-Alto Adigio.

  - Lenguas galorromances.
    - Francés: es cooficial y hablado en el Valle de Aosta, junto con el francoprovenzal y el italiano.
    - Francoprovenzal: también llamado "arpitán" es hablado en el Valle de Aosta y partes de Piamonte, junto con el italiano.

  - Lenguas occitanorromances.
    - Occitano vivaroalpino: es hablado en los Valles Occitanos de Piamonte, junto con el italiano.
    - Catalán alguerés: hablado en la ciudad del Alguer (Cerdeña), junto con el sardo y el italiano, es reconocido y protegido oficialmente por el Estado italiano. El catalán se usó, exclusivamente en esta ciudad, principalmente entre los siglos XIV y XVIII.[21]

  - Lenguas romances insulares.
    - Sardo: es hablado en el centro y sur de Cerdeña, es la lengua romance más conservadora de todas las derivadas del latín y, al mismo tiempo, la más diferente de todas las lenguas romances italianas. Esta reconocida como lengua regional de Italia y es hablada en Cerdeña junto con el italiano.
    - Sacerés: es hablado al norte de Cerdeña es considerado la lengua septentrional más cercana al sardo, la cual presenta algunos rasgos de transición con las lenguas italorromances y, más precisamente, con la variante gallurés del toscano, hablada en el extremo norte de la isla.

- Lenguas judeorromances
  - Judeoitaliano: tipo de lengua judía, término acuñado a mediados del siglo XX. Es hablado por una pequeña minoría de judíos en Italia.

### Lenguas germánicas
Se habla alemán estándar y variedades altogermánicas en ciertas específicas áreas en el  noreste de Italia, es decir, en algunos municipios de las regiones Friul-Venecia Julia, Véneto y, sobre todo, de la provincia de Bolzano, en la región Trentino-Alto Adigio. Todas las minorías lingüísticas germánicas del noreste de Italia pertenecen al grupo bávaro. En Véneto también se encuentran dos municipios con hablantes de cimbrio. Por último, en Piamonte, existe una pequeña comunidad hablante de walser, una variante del alemán de tipo alemánico, similar al dialecto hablado en el cantón suizo del Valais.

### Lenguas albanesas
En algunos municipios de la Italia meridional y de Sicilia, hay varias  minorías lingüísticas de lengua arbëreshë. Descendientes directos de los albaneses que se refugiaron en Italia en los siglos XV y XVI, tras la muerte de Skanderbeg y la invasión del territorio albanés por parte del Imperio otomano, en 1478.

### Lenguas griegas
En partes de la histórica región de la Magna Grecia (sur de Italia), y más exactamente en parte del  sur de Calabria (Bovesia) y del sur de Apulia (Grecia Salentina), se habla un dialecto del griego antiguo llamado griko (o grecanico). El principal enclave se encuentra en la provincia de Lecce y, el otro, en la provincia de Reggio Calabria.

### Lenguas eslavas
En Italia existen pequeñas minorías lingüísticas eslavas, de tipo esloveno, en algunos municipios de las provincias de Trieste, Udine, y Gorizia, en la región de Friul-Venecia Julia,  y en una muy pequeña comunidad de habla slavisana (dialecto croata) en un único municipio de la provincia de Campobasso, en la región de Molise.

### Lenguas indoarias
En Italia, el pueblo gitano (itinerante), es en su mayoría del grupo sinti y habla dos lenguas de origen indio. En el norte y centro de Italia el idioma sinti, mientras, en Abruzo y en el sur de la península, el idioma romaní; a ambos grupos de gitanos italianos se les conoce, en idioma italiano, simplemente como zingari  (del griego atziganoi, 'egipcios').

## Galería

Lenguas de la Italia prerromana.
Minorías etnolingüísticas oficialmente reconocidas de Italia.
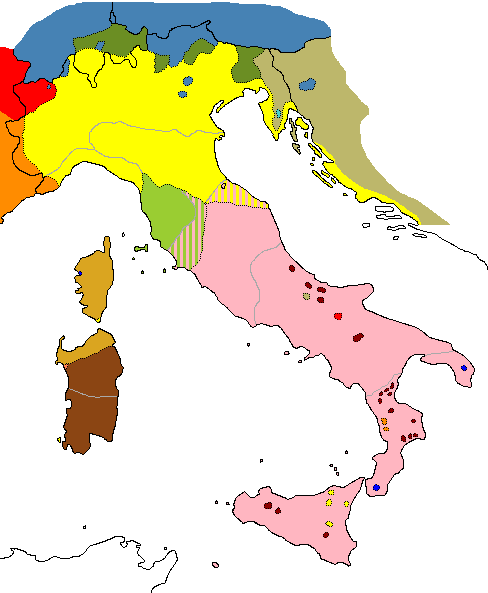
Las lenguas regionales de Italia según Clemente Merlo y Carlo Tagliavini en 1939.
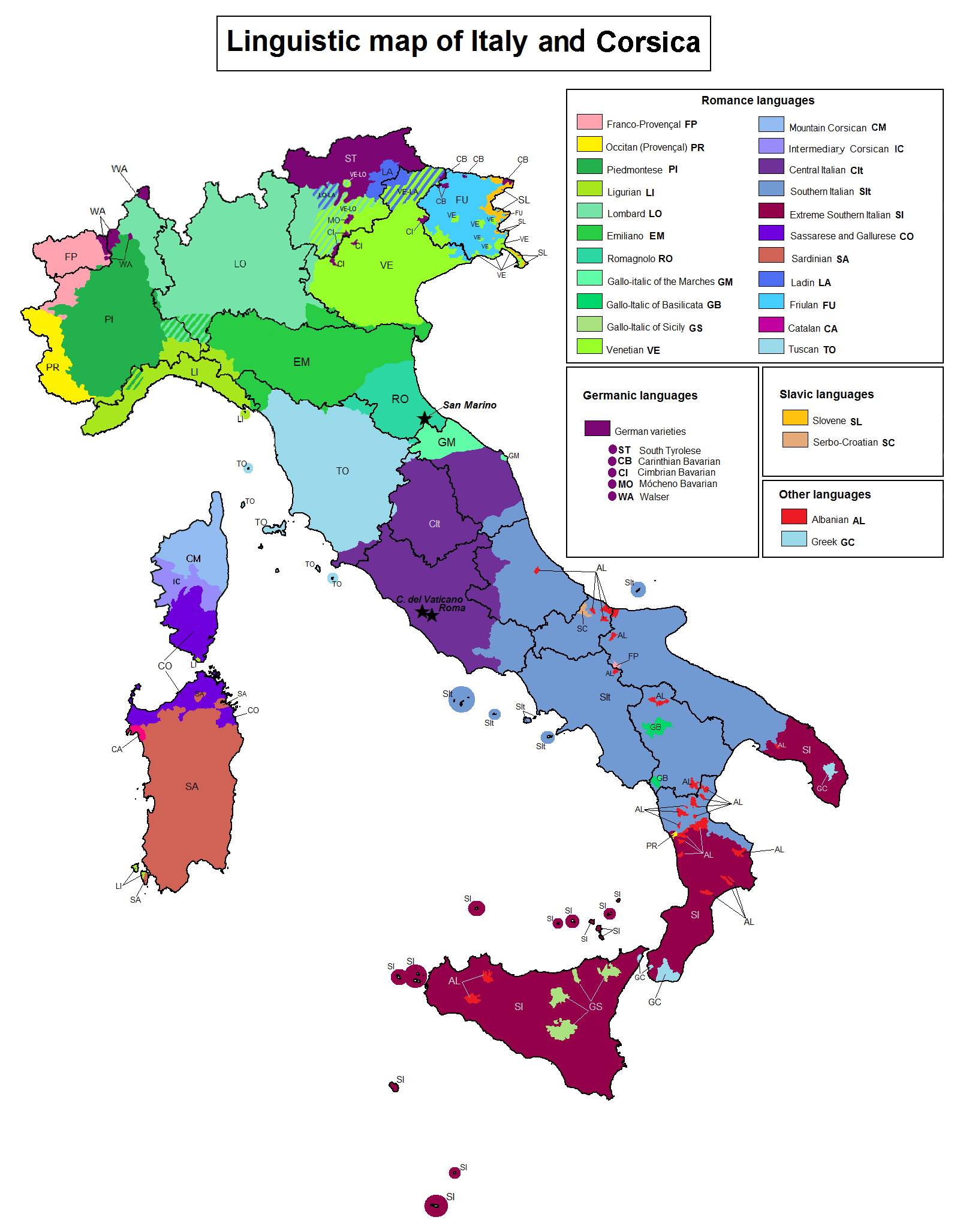
Lenguas y islas lingüísticas de Italia.
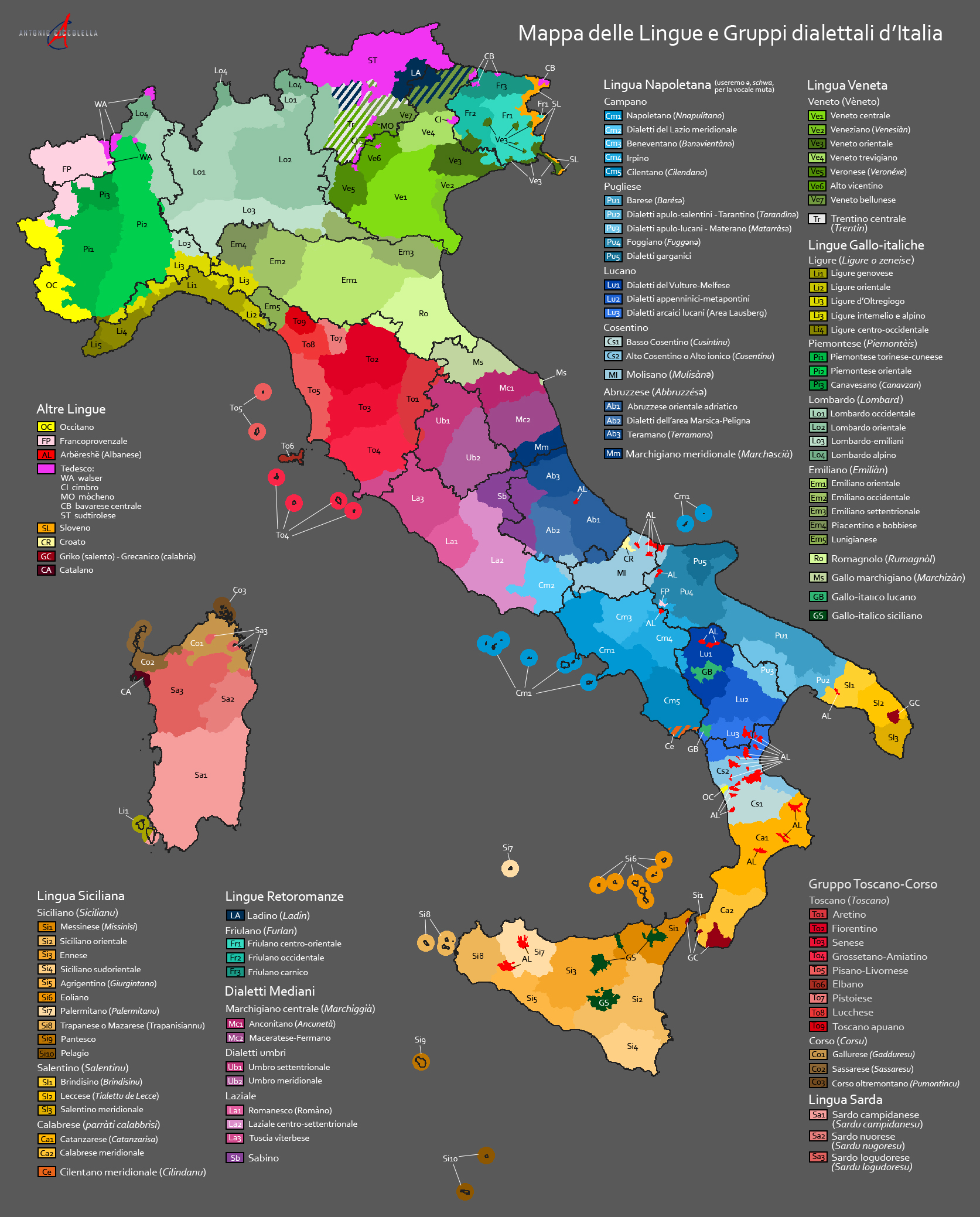
Lenguas de Italia.
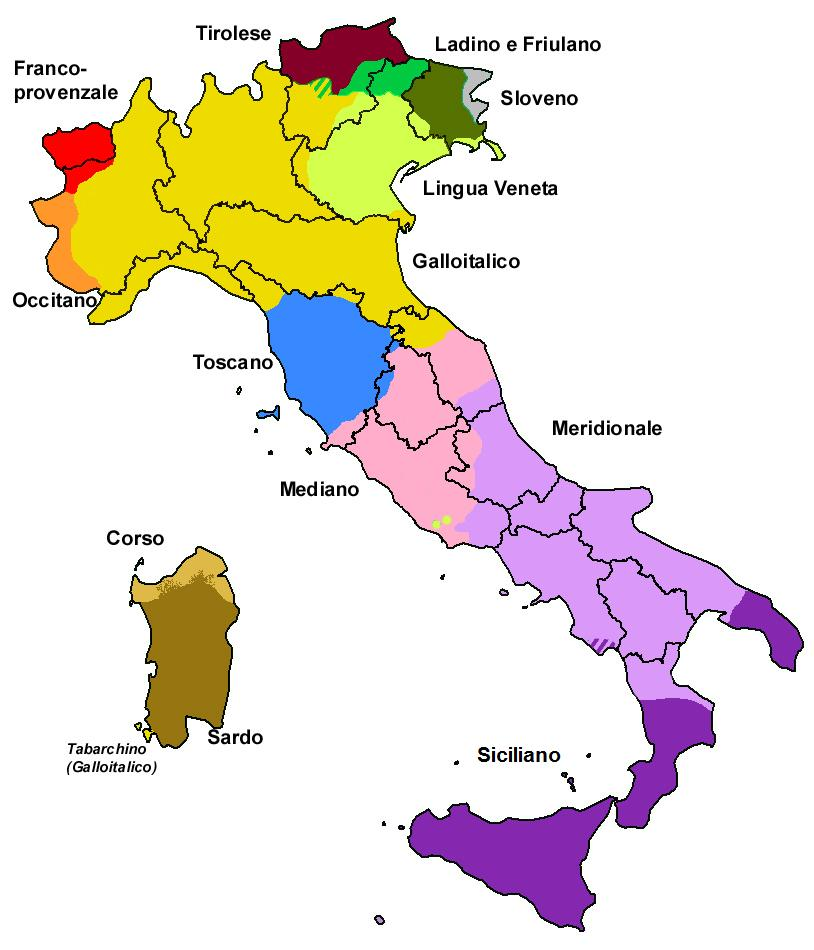
Principales grupos lingüísticos de Italia.
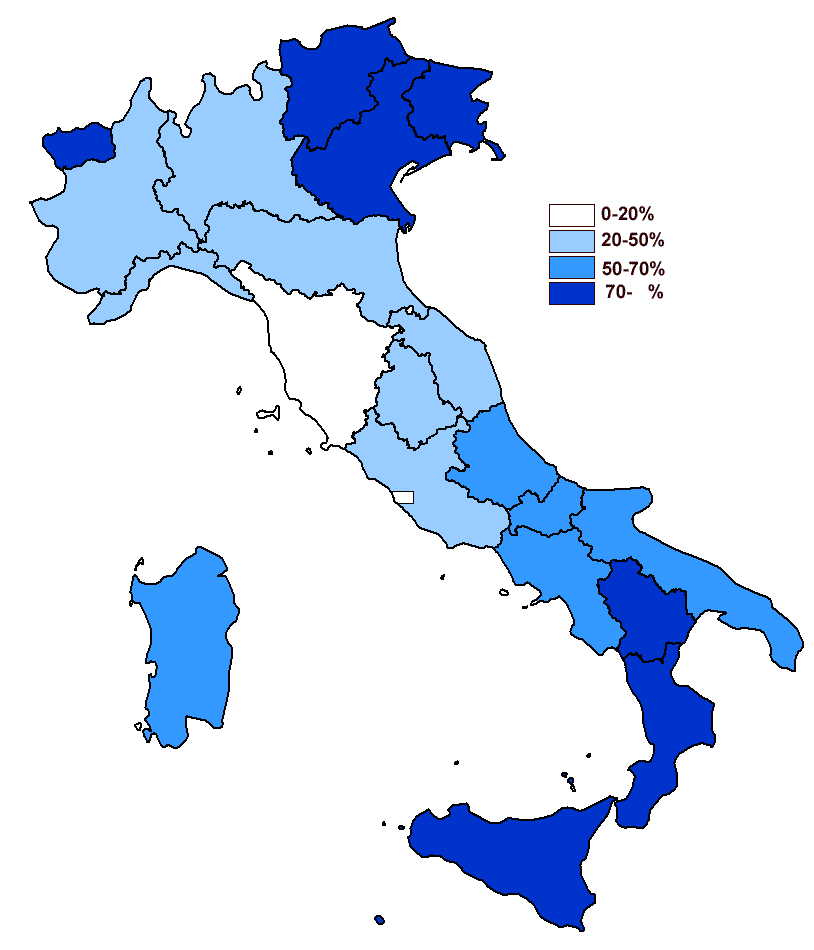
Porcentaje de personas que usan la lengua regional en el contexto familiar, por regiones (Doxa, 1982; Coveri, 1982-1984).